# ウクライナにおける携帯電話
ウクライナにおける携帯電話（ウクライナにおけるけいたいでんわ）は、ウクライナの移動体通信について述べる。

## 概要
ウクライナの最初の携帯電話サービスは、1993年にアナログNMTで始まり、デジタルでは1997年と2000年から、それぞれGSM 900MHzと1800MHzで行われてきた。その後携帯電話市場は急激に発展して、浮き沈みはあったが、2021年末には利用者が54,800,000人いると見られている。
　

## 携帯サービス会社
ウクライナ全土で利用できる大きな携帯ネットワークに三社、キーウスター、ボーダフォン、ライフセルがある。三社ともにGSMを使っているが、他にIntertelecom社とPEOPLEnet社がCDMAを利用している。

### キーウスター
キーウスターはウクライナ最大の携帯電話会社で、市場の48パーセントを持っていると言われる。ロシアのヴィンペルコム社が主要株主のオランダでの上場会社VEONの配下にある。

### ボーダフォン
ボーダフォン・ウクライナは二番目の35パーセントのシェアを持っていて、もともとはロシアのモバイル・テレシステムズ社がボーダフォンの技術を得て設立したが、2019年末にアゼルバイジャンのネクソル持株会社（NEQSOL Holding）のバクセル（Bakcell）に売却された。

### ライフセル
ライフセルは17パーセントのシェアで、トルコの携帯会社トゥルクセルの配下にある。

## 端末
輸入または国内生産の様々な端末が使われてきたが、比較的低価格の中国のシャオミ（小米）などが、人気を誇っている。

## 21世紀の戦時下
2014年ロシアのクリミア併合、2022年ロシアのウクライナ侵攻により、携帯電話のインフラへの被害は限定的であったが 、スペースXのスターリンク衛星によるサポートが試みられている。

## 写真集

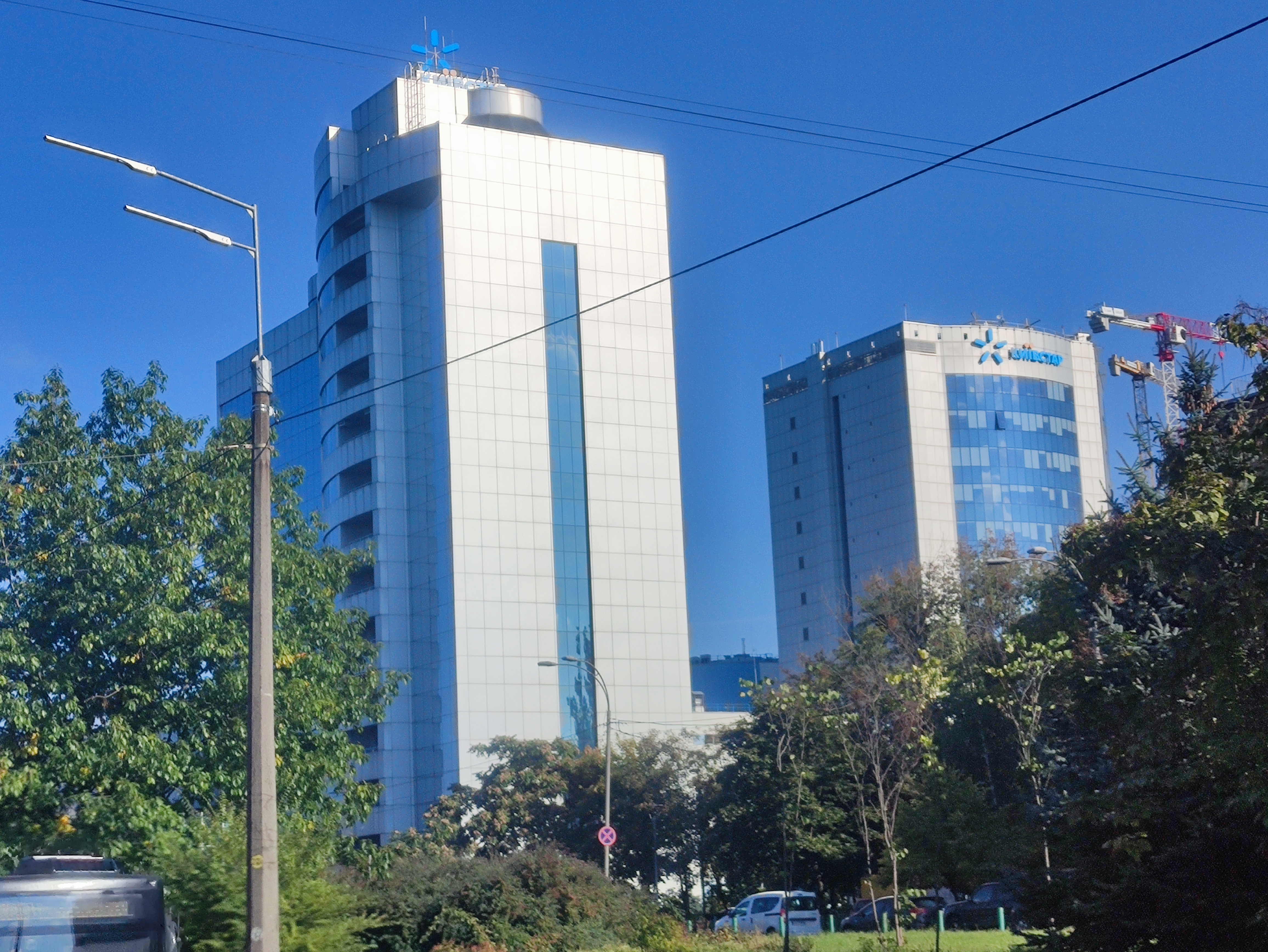
キーウスター社の本部（在キーウ）
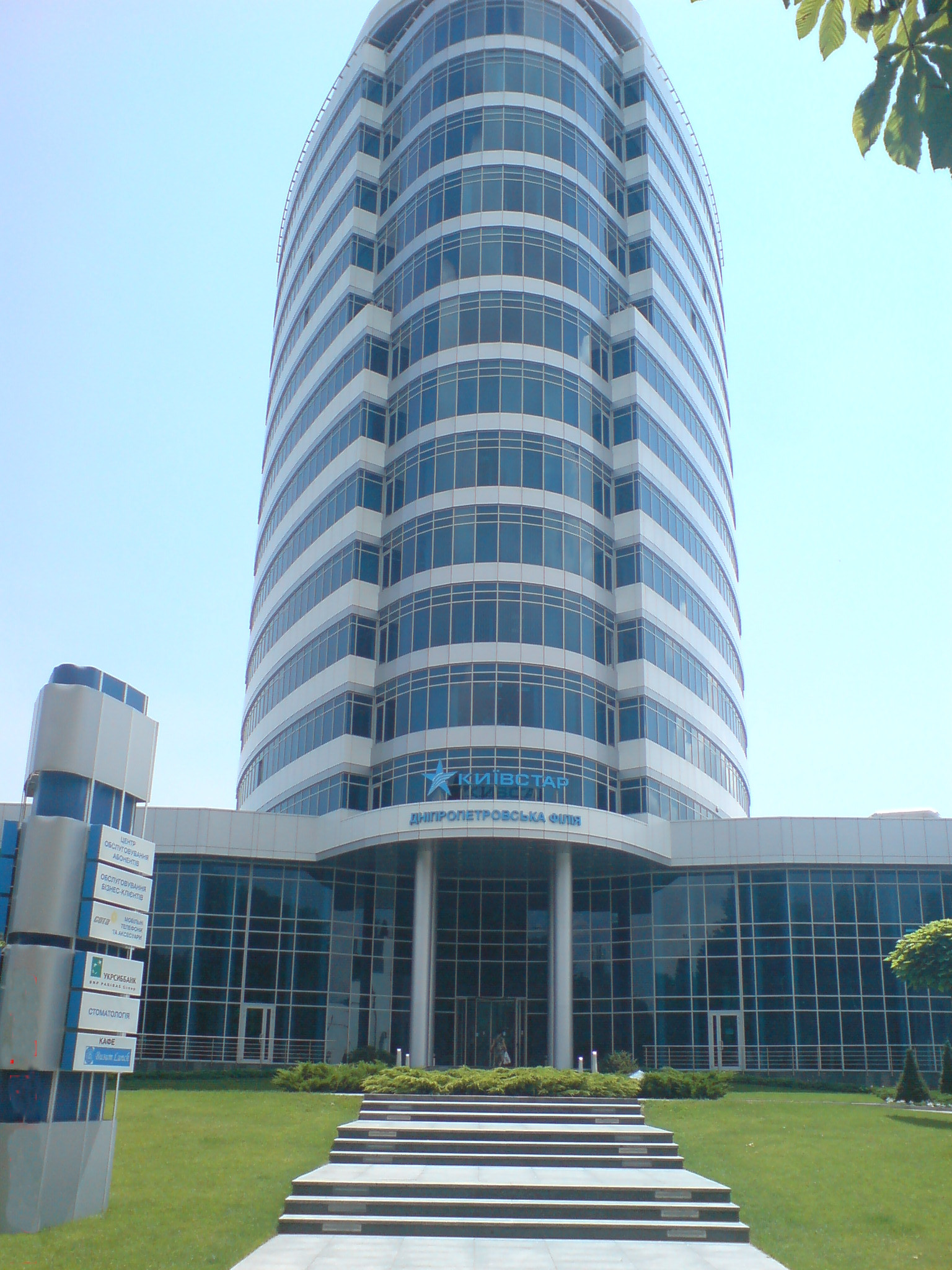
携帯電話社の地方支部（在ドニプロ）
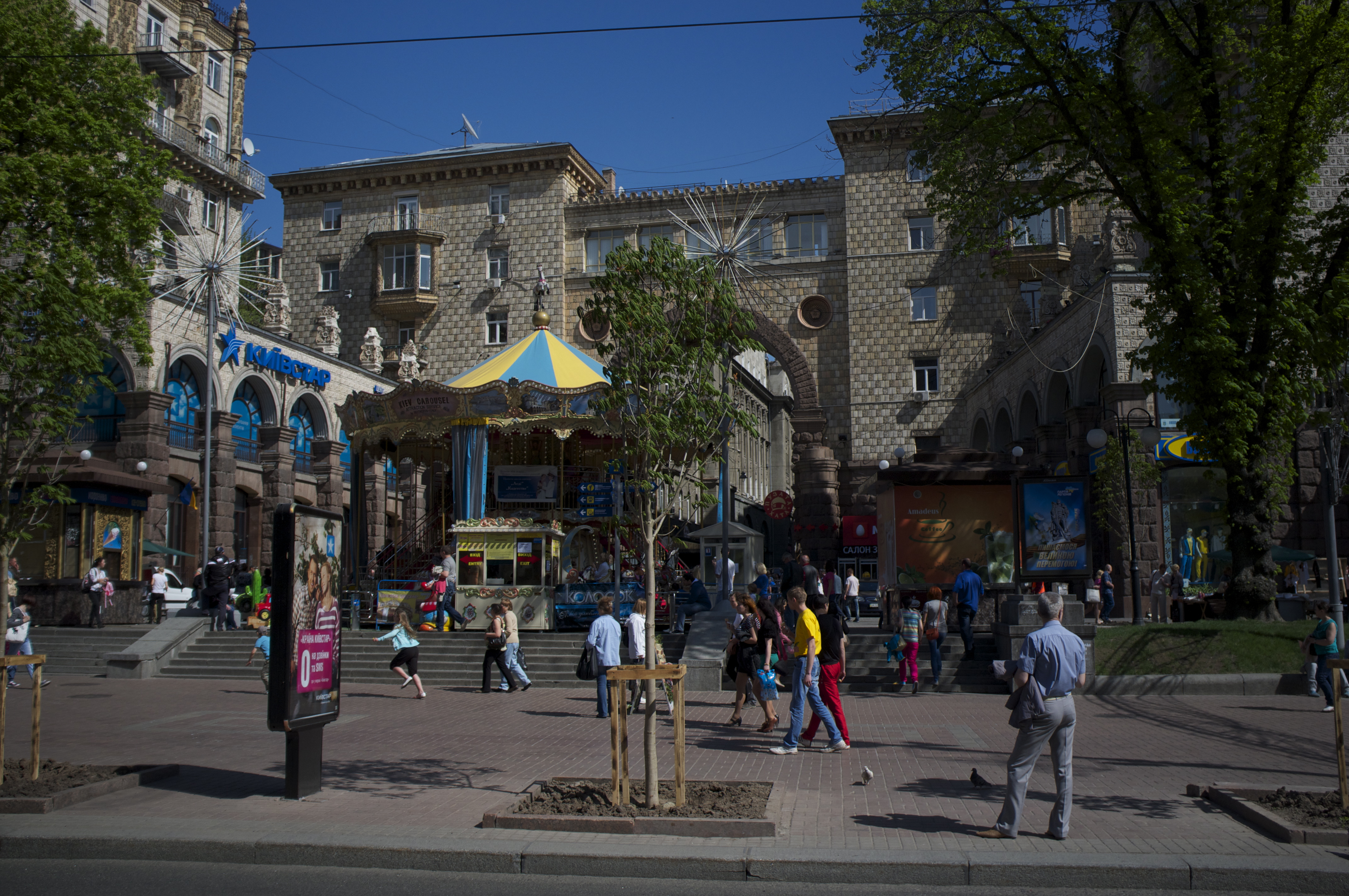
広場に面した携帯電話社の支店
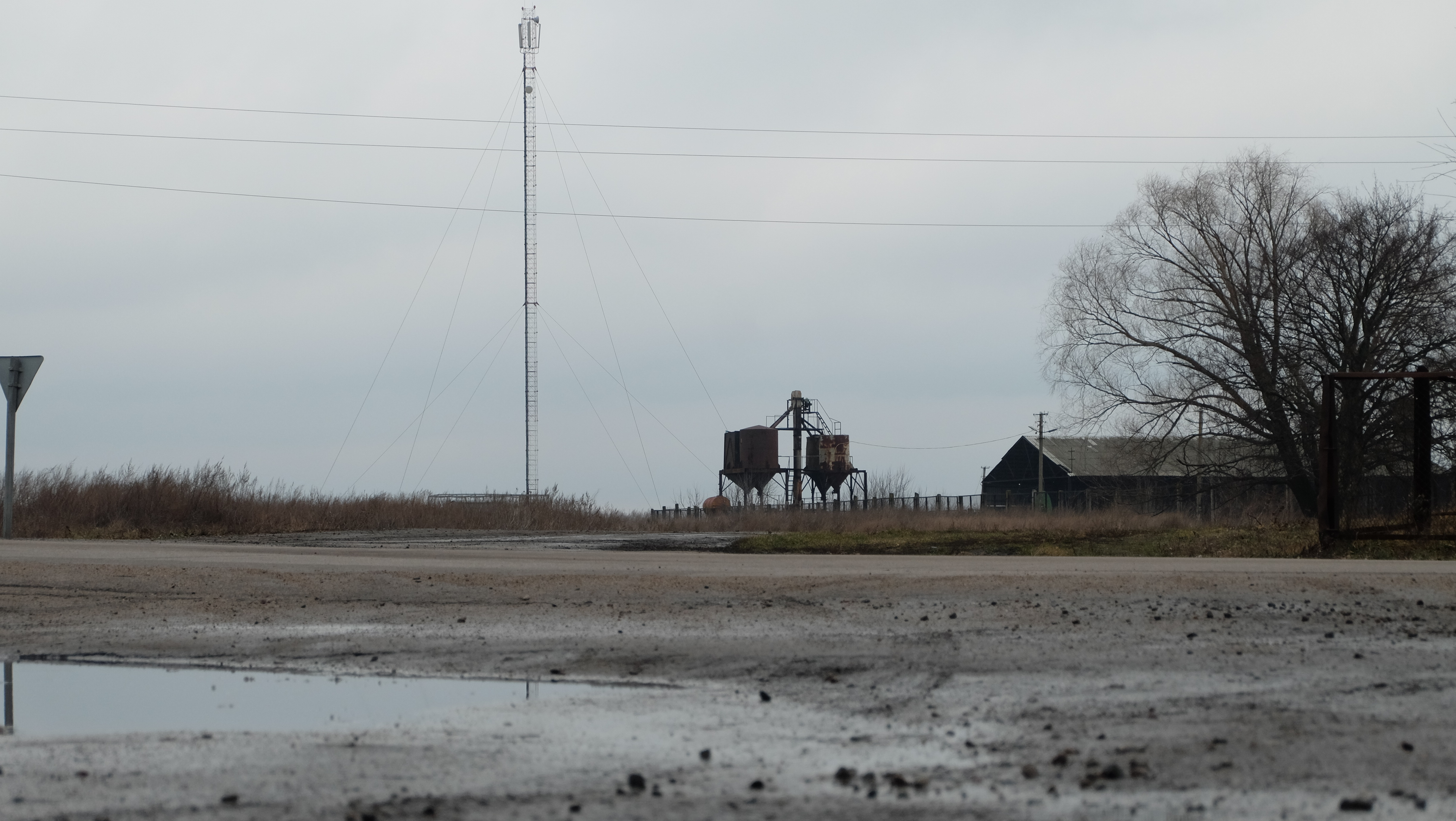
携帯電話中継塔（在スタヴィ村）

## 参照項目
- ウクライナの電気通信
- ロシアにおける携帯電話
- 国・地域における携帯電話